# Cesare Saluzzo di Monesiglio
Cesare Basilio Girolamo Saluzzo conte di Monesiglio e Cervignasco (Torino, 14 giugno 1778 – Monesiglio, 6 ottobre 1853) è stato un militare e nobiluomo italiano.

## Biografia
Nacque a Torino il 14 giugno 1778, all'interno della famiglia dei conti Saluzzo di Monesiglio, che aveva antiche tradizioni nobiliari piemontesi, figlio di Giuseppe Angelo e Maria Margherita Giuseppa Girolama Cassotti dei conti di Casalgrasso. Aveva una sorella, Diodata (1774-1840), celebre poetessa, e quattro fratelli che intrapresero a vari gradi la carriera militare: Alessandro (1775-1851), Annibale (1776-1852), Federico (1780-1799) e Roberto (1781-1856), con il quale si estinse la linea dei Saluzzo, conti di Monesiglio.
Inizialmente educato a casa, frequentata assiduamente dal poligrafo Carlo Denina, durante la giovane età fece parte di alcuni consessi letterari come l'Accademia degli Unanimi e quella dei Pastori della Dora. Iniziato, nel frattempo, a frequentare la facoltà di giurisprudenza dell'università di Torino ottenne il baccalaureato il 6 giugno 1792, e conseguì la laurea il 25 giugno 1795 e pochi mesi dopo venne eletto rettore, una carica di nomina regia che sarebbe stata conferita a studenti laureati fino al 1820. Nel periodo dell'occupazione francese del Piemonte dimostrò sempre un netto distacco nei confronti del governo di Napoleone Bonaparte, e seppure dedicandosi esclusivamente agli studi letterari, nel 1804 fu nominato segretario perpetuo dell'Accademia delle scienze, di cui era già divenuto socio corrispondente dal luglio 1801, diventando, sempre nel 1804, socio nazionale.
In seguito alla restaurazione della monarchia dei Savoia, iniziò a ricoprire importanti incarichi. Nel 1814 gli venne assegnato il compito di riformare il piano di studi dellaccademia militare di Torino, di cui assunse immediatamente la funzione di direttore degli studi, divenendone tenente colonnello vicecomandante il 18 gennaio 1818, e colonnello comandante generale il 14 novembre 1828. Per gli allievi dell’Accademia diede alle stampe alcuni compendi di storia come Sommari della storia universale. Storia santa, s.l. s.d. rimasti incompiuti  Svolse anche incarichi politici in quanto, il 26 marzo 1817, venne eletto segretario del Consiglio permanente di conferenza, dove settimanalmente, presenti i Ministri del Regno, si discuteva con il re dei più importanti affari di governo. Egli mantenne questo tale incarico sino al 1821.
L'8 maggio 1830 re Carlo Felice di Savoia lo nominò capo precettore dei principi Vittorio Emanuele e Ferdinando, figli del principe Carlo Alberto il quale, divenuto re, il 30 giugno 1831 lo confermò in tale incarico che ricoprì sino al 1838.
A partire dagli anni Trenta del XIX secolo ricoprì nuovi incarichi. Venne promosso maggiore generale d'armata il 27 gennaio 1831, fu membro della Direzione generale degli spettacoli e, in qualità di oratore del Municipio di Torino, pronunciò il discorso di benvenuto in onore del nuovo arcivescovo Luigi Fransoni. Appassionato di archeologia organizzò, insieme ai suoi allievi dell'Accademia militare, delle campagne di scavo a Pollenzo che si rivelarono fruttuose. Nel 1837 assunse la presidenza della Deputazione di storia patria subalpina, imprimendo grande impulso alla pubblicazione dei volumi della serie Historiae Patriae Monumenta. Il 14 novembre 1838 venne nominato gran mastro d'artiglieria, e il 25 marzo 1840 fu nominato Cavaliere dell'Ordine Supremo della Santissima Annunziata e grande scudiere il 1º giugno 1841.
Consideratosi sempre un leale e fedele servitore della monarchia sabauda, dimostrò di non apprezzare i moti liberali del 1821 e del 1848, e la concessione dello Statuto albertino.
Dopo lo scoppio della prima guerra d'indipendenza italiana volle seguire re Carlo Alberto in battaglia, ma cadde ammalato prima di poter superare il corso del fiume Ticino. Si ritirò da ogni incarico pubblico nel corso del 1849, e trascorse gli ultimi anni di vita dedicandosi agli studi e alle letture. Presiedette fino alla sua morte le sedute della Deputazione di storia patria, e l'opera a cui lavorava da tempo, i Souvenirs militaires des États sardes uscì postuma in lingua francese in due volumi tra il 1853 e il 1854) e in italiano in un solo volume, Ricordi militari degli Stati sardi estratti da parecchie opere sì stampate che manoscritte, Torino 1854). Si spense nel castello di famiglia a Monesiglio, in provincia di Cuneo. il 6 ottobre 1853.

## Pubblicazioni
- Vita di Gian Bernardo da Corio, 1808.
- Sur l'utilité des études morales.
- Introduzione ai primi principî della morale filosofica.
- Notice sur Thomas Valperga de Caluso, Paris, 1815.
- Per l’ingresso di S.E. Rev.ma Monsignor Luigi de’ marchesi Fransoni arcivescovo di Torino, addì primo di aprile 1832, Torino, 1832.

### Annotazioni
1. ↑  Federico rimase ucciso giovanissimo il 5 aprile 1799 nella battaglia di Verona.
2. ↑  Era diventato membro di questo consesso nel 1790.
3. ↑  Si fermò all'età antica della Storia profana.

### Fonti
1. 1 2 3 4 5 6  Ilari, Shama 2008, p. 453.
2. 1 2 3 4 5 6 7 8 9 10 11 12 13 14 15  https://www.treccani.it/enciclopedia/saluzzo-di-monesiglio-cesare_(Dizionario-Biografico).
3. ↑  Ilari, Shama 2008, p. 454.
4. ↑  Accademia delle Scienze di Torino.